# Mausoleo de Cheikh Al Kamel
El Mausoleo de Shaykh al-Kamil (en árabe: ضريح الشيخ الكامل‎), romanizado como Mausoleo de Cheikh Al Kamel, también conocido como Mausoleo de al-Hadi ben Issa (ضريح الهادي بنعيسى) es un mausoleo ubicado en Mequinez, Marruecos. Consiste en una zawiya, una mezquita y el propio mausoleo de Mohammed al-Hadi ben Issa, fundador de la orden sufí Isawiyya.

## Historia

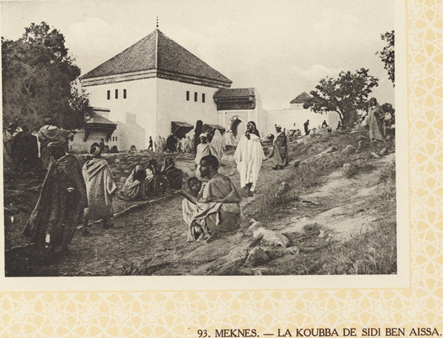
El mausoleo del. Obsérvese la ausencia de minarete.

El mausoleo de Mohamed ben Issa, un destacado erudito ash'ari y místico sufí, fue establecido en el siglo XVI Más tarde, en 1776, el gobernante alauí, Mohammed Ben Abdallah, construyó una estructura completamente nueva alrededor de la tumba del santo. El minarete parece haber sido un añadido posteriormente. En la actualidad, el complejo se utiliza como mezquita y mausoleo.

## Uso

### Celebración del Mawlid
La celebración del Mawlid, celebración del nacimiento de Mahoma, tiene lugar en el mausoleo. Este festival es diferente de otros Mawlids, debido a que se realiza en el estilo único Issawi. Se tocan instrumentos como el ta'raj, el metal, las flautas, los tambores, la trompeta, antes de que los participantes entren en una larga sesión de dhikr y meditación.  Tradicionalmente, se comen dátiles en la celebración.

### Rituales
Aquí se celebran los rituales de la orden Issawi. El mausoleo es también el punto focal de un músim anual (un tipo de festival religioso sufí). A diferencia del Mawlid, el festival aquí era de naturaleza brutal y era conocido históricamente por sus exhibiciones de automutilación. Los rituales religiosos del festival se entrelazan con celebraciones musicales y alegres que a veces son violentas, incluyendo revolcarse y beber sangre de sacrificios animales.
El mausoleo se hizo conocido por la afluencia de homosexuales y transexuales en la zona, siendo en Marruecos la homosexualidad ilegal. Desde el gobierno se ha intentado reprimir el surgimiento de rituales en los que participan homosexuales y transexuales (entre los que se incluyen ceremonias de matrimonio homosexual) dentro del edificio. Estos homosexuales afirmaban ser descendientes de Aisha, otra santa patrona local de Meknes. En 2010, una decena de presuntos homosexuales fueron detenidos y cinco fueron presentados ante la Fiscalía.

## Galería

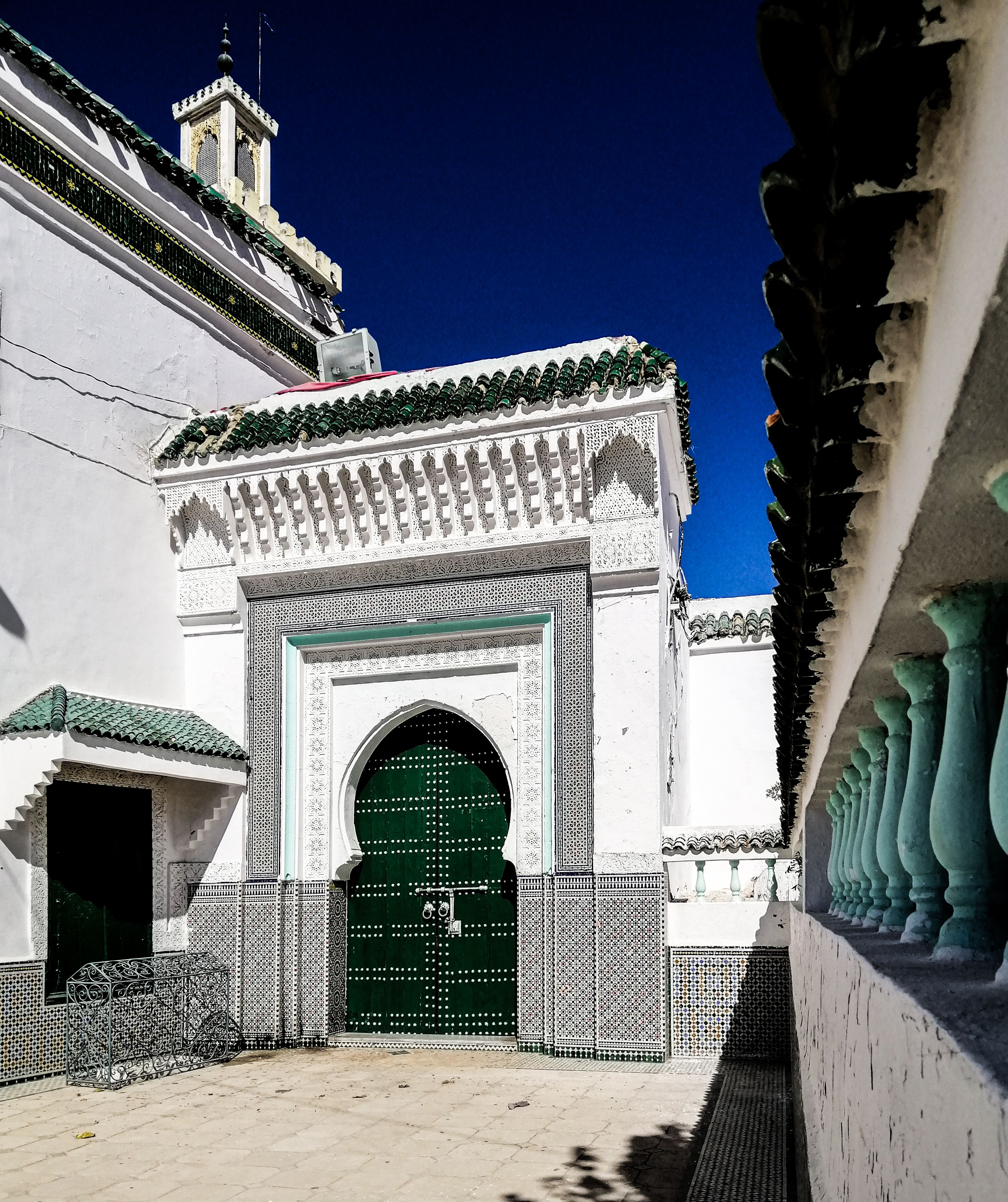
La entrada al mausoleo
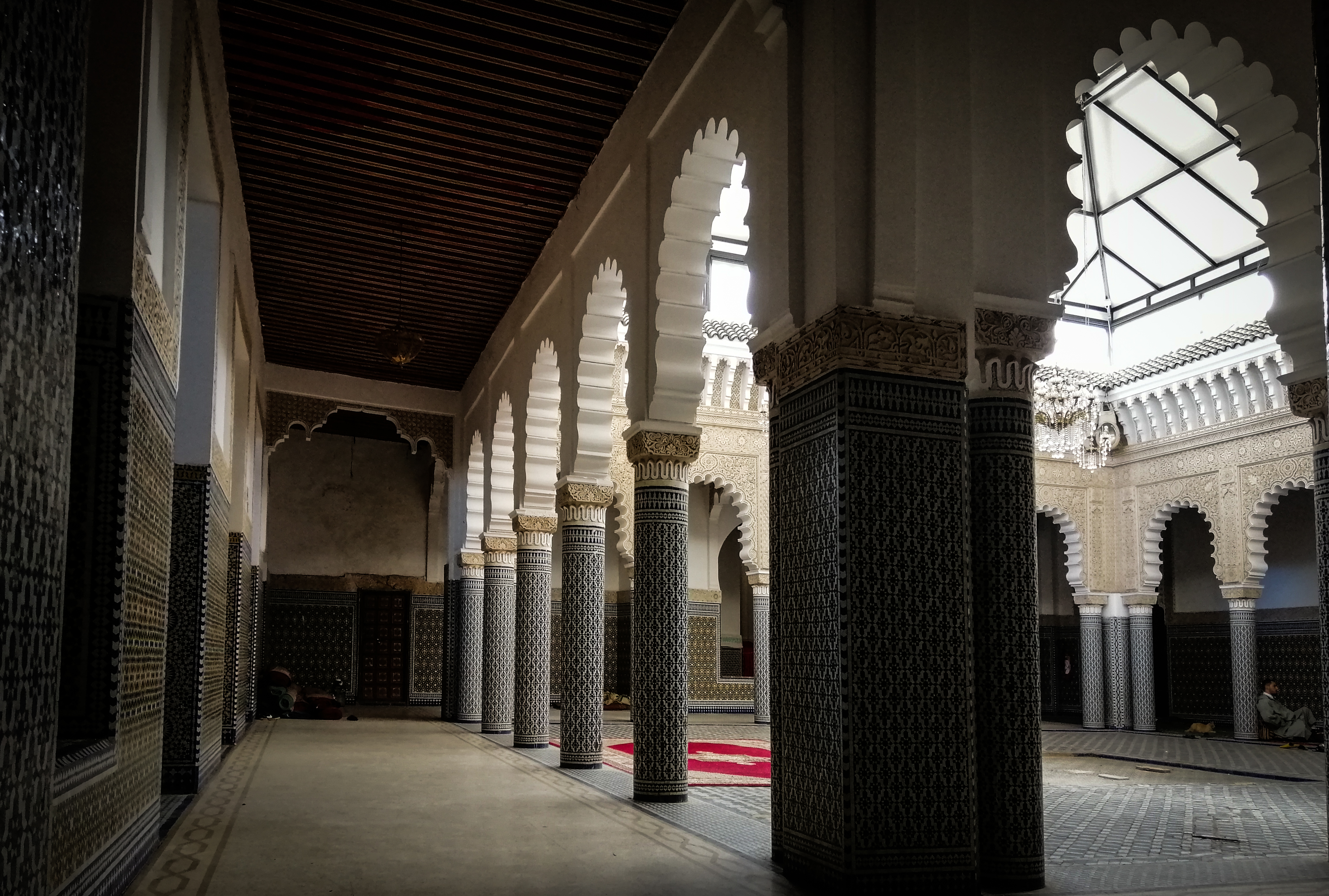
El patio del edificio, cubierto por un techo de cristal.
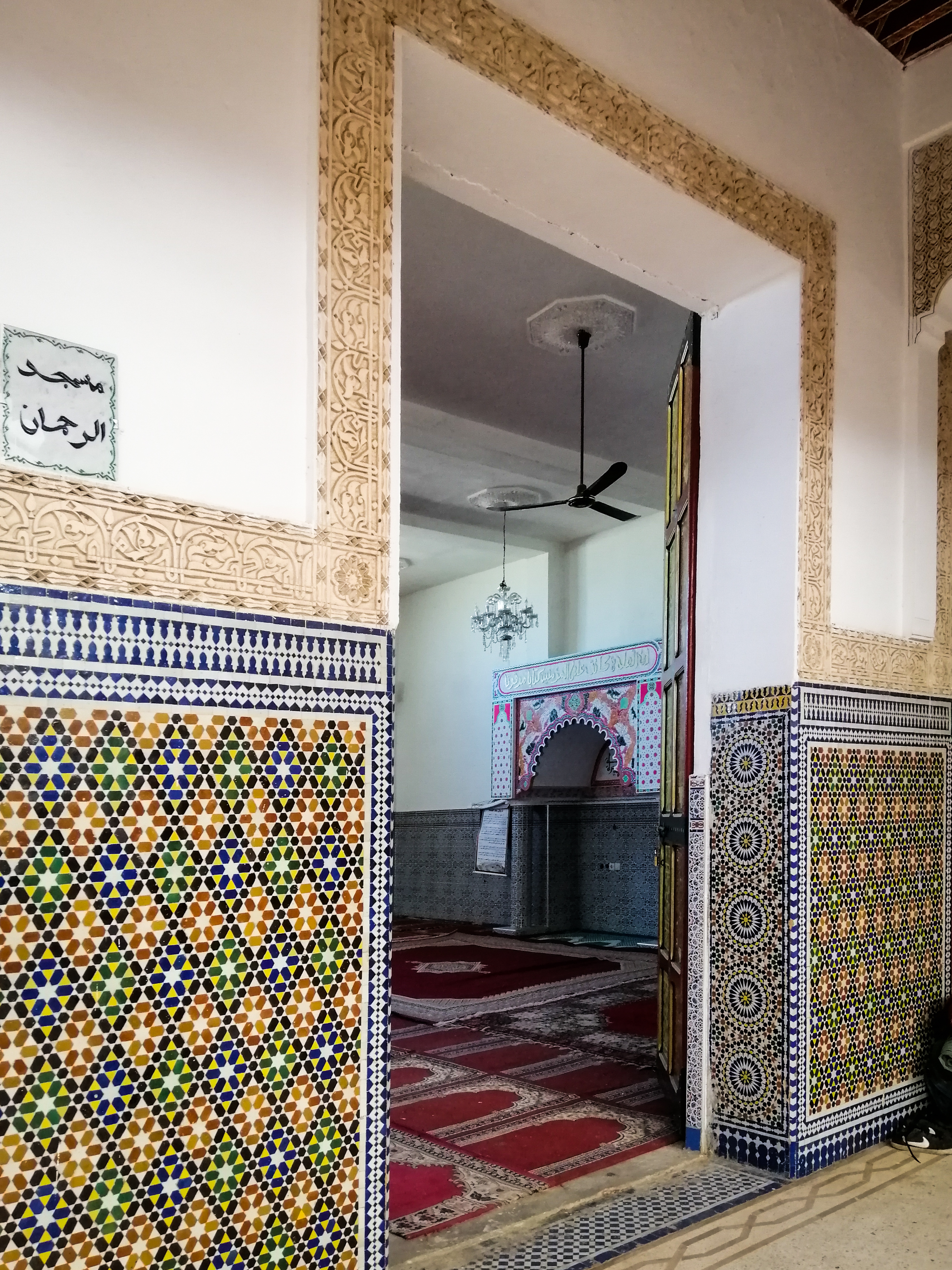
Puerta y entrada a la sala de oración.
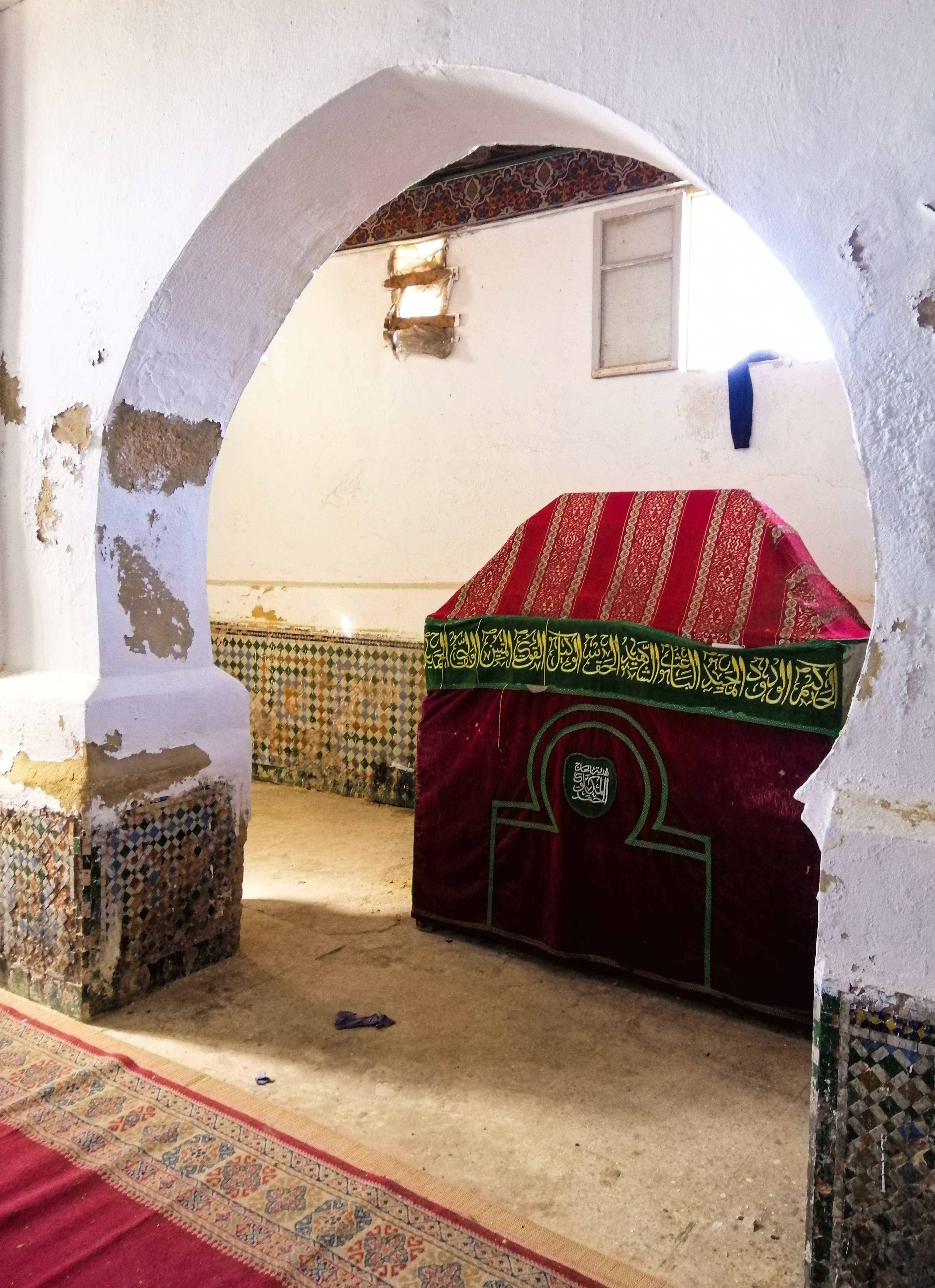
La tumba de uno de los descendientes de Mohammed Al-Hadi ben Issa
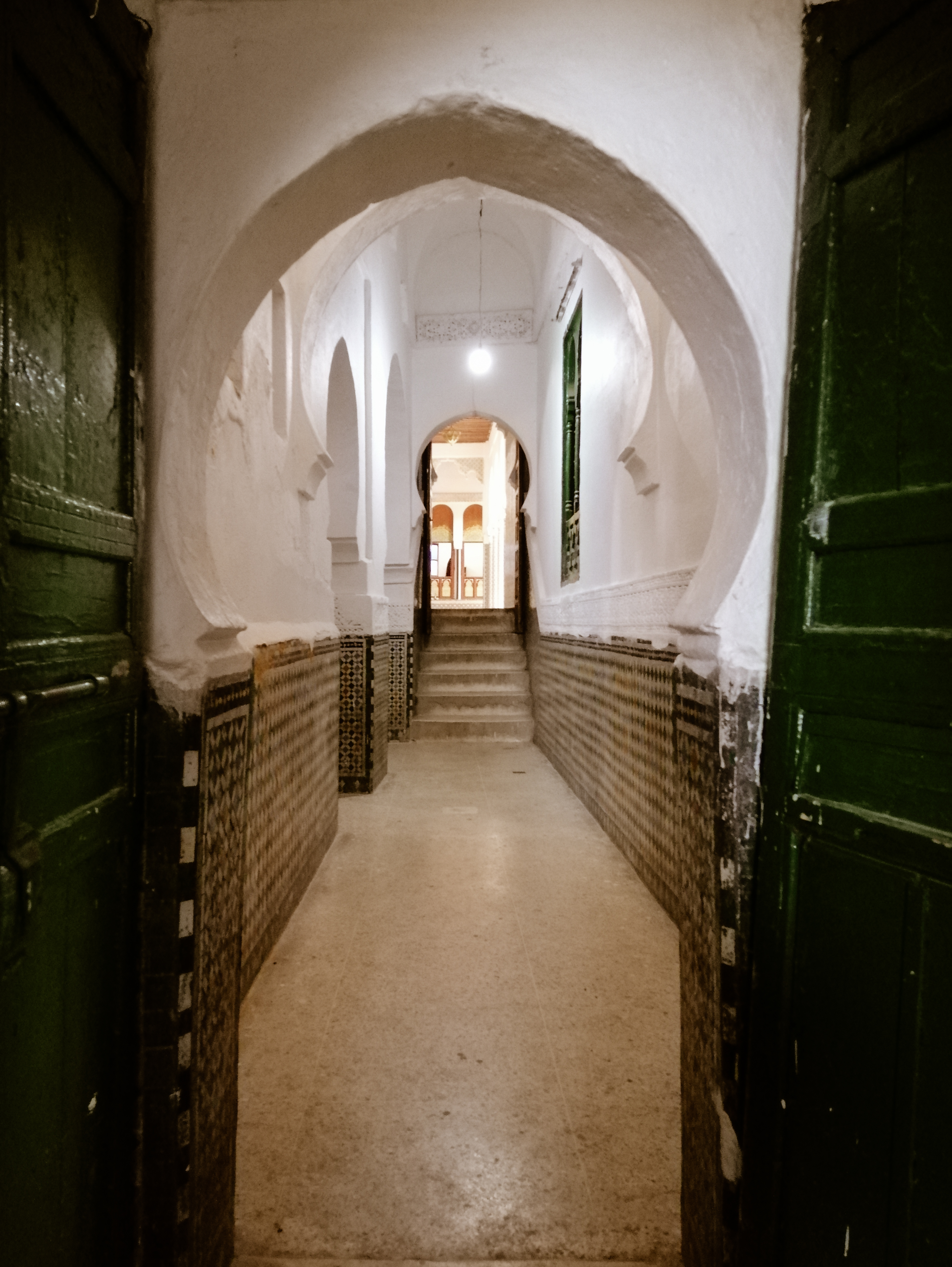
Pasillo
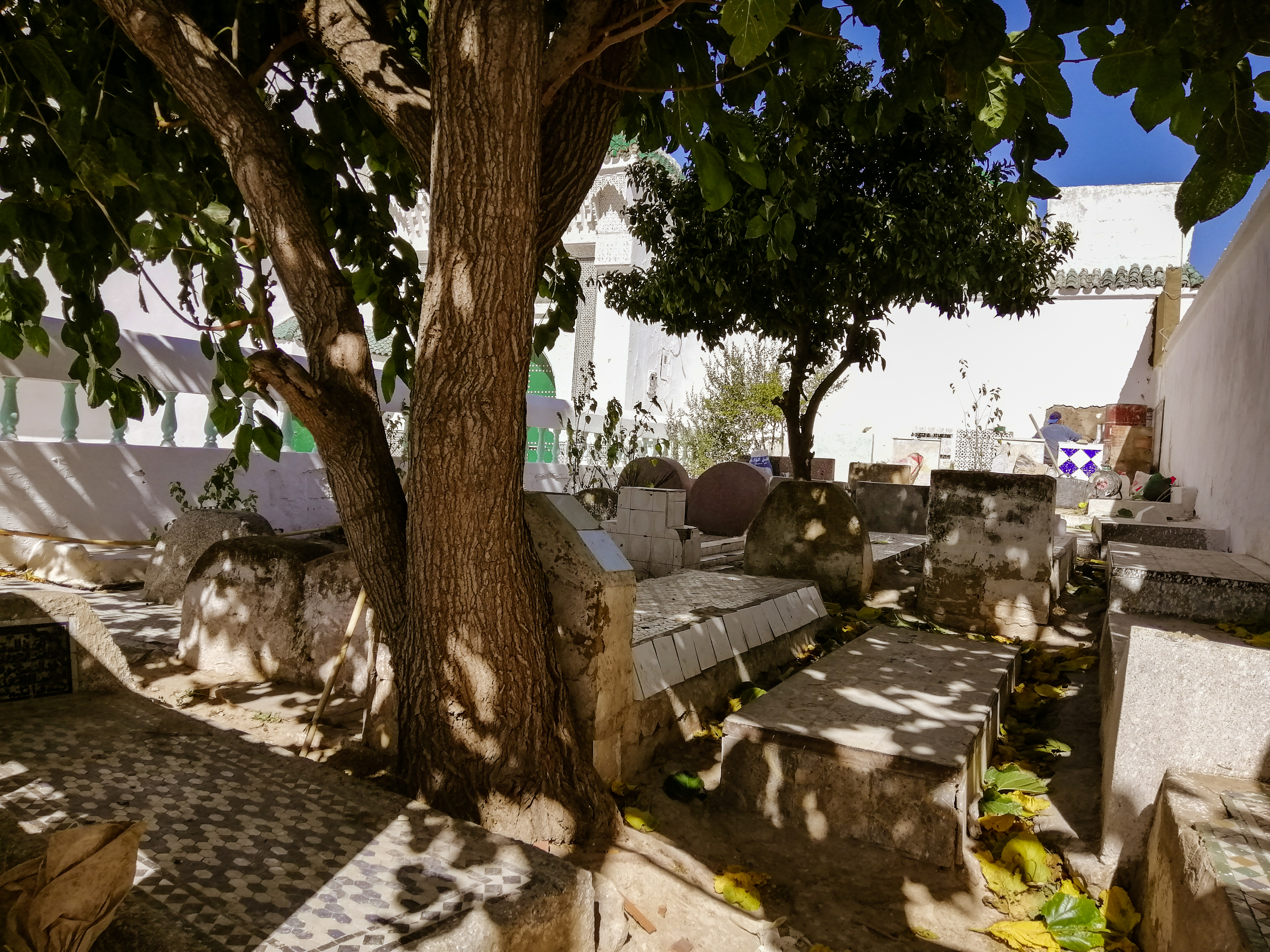
Varias tumbas de plebeyos, detrás del mausoleo